# Проба на реципрокную координацию рук
Проба на реципрокную координацию рук (проба Озерецкого) – нейропсихологическая методика, направленная на исследование межполушарного взаимодействия в двигательной сфере, а также кинетического и регуляторного праксиса.

## История создания
Данная проба была предложена в 30-е годы XX века советским врачом-психиатром Н.Н. Озерецким в рамках разработанной им метрической шкалы для исследования моторики у детей и подростков. Она использовалась для диагностики отчётливости выполнения (отсутствия синкинезий) движений у детей 11-12 лет.
Впоследствии основатель отечественной нейропсихологии А.Р. Лурия включил эту пробу в комплекс методик, применяемых для нейропсихологической диагностики людей с локальными поражениями головного мозга.

## Процедура проведения
Испытуемому предлагается положить перед собой руки ладонями вниз, причем одну из них сжать в кулак, а вторую – выпрямить. Задача состоит в том, чтобы одновременно изменять положение рук, сжимая одну и расправляя другую. Такие движения повторяются несколько раз в течение 15-20 секунд и более. Возможно усложнение задачи за счет ускорения темпа выполнения движений, а также их выполнения с закрытыми глазами для исключения зрительного контроля.

## Диагностический потенциал пробы
Проба на реципрокную координацию рук имеет широкий диагностический потенциал и позволяет нейропсихологу получить информацию о состоянии ряда отделов головного мозга.
- Данная проба состоит из серии движений, вследствие чего можно судить о состоянии нижних отделов премоторной области больших полушарий.
- Проба является бимануальной, что позволяет оценивать функциональную слабость каждой гемисферы, латерализацию повреждений. При повреждении одного из полушарий наблюдаются отставание или сбои в контрлатеральной руке. Однако эти ошибки могут возникать и в одноименной руке, особенно при поражении ведущего полушария. При повреждении правого полушария может отмечаться игнорирование левой руки.
- Эта проба соответствует принципу одновременной двойной стимуляции, что делает возможным ее использование для диагностики процессов межполушарного взаимодействия в двигательной сфере и оценки состояния мозолистого тела. При его повреждении становится невозможным одновременное выполнение движений, они выполняются, но последовательно.
- Возможность изменения темпа выполнения движений сказывается на фоновых компонентах, таких как тонус и амплитуда. Соответственно по этой пробе можно судить и о состоянии подкорковых структур головного мозга.

## Качественный и количественный анализ пробы
В ходе клинического обследования оценка выполнения этой пробы осуществляется, как правило, качественно экспертом-нейропсихологом. Однако было предложено несколько вариантов количественного анализа. В них чаще всего используется балльная оценка допускаемых ошибок, за которые испытуемый «штрафуется». На кафедре нейро- и патопсихологии факультета психологии МГУ им. М.В. Ломоносова ведется попытка количественного измерения эффективности выполнения данной пробы, а не ошибок, допускаемых в ней.